# Distretto di Linhe
Il distretto di Linhe (临河区S, Línhé QūP) è un distretto della Cina, appartenente alla regione autonoma della Mongolia Interna e amministrato dalla prefettura di Bayannur.